# 葛原繁
葛原 繁（くずはら しげる、1919年（大正8年）8月25日 - 1993年（平成5年）1月7日）は、日本の歌人・実業家。童謡詩人の葛原しげるとは別人。

## 来歴
広島県呉市出身。東京工業大学電気工学科卒。1938年（昭和13年）、『多磨』に入会し、北原白秋に師事。1950年（昭和25年）、岡部桂一郎、金子一秋、三木あや、山崎一郎らとともに「泥の会」の活動を開始。翌年、伊藤麟、片山貞美、草柳繁一、杉本二木雄、深作光貞、森比左志、山崎方代らが加わる。1953年（昭和28年）、宮柊二の『コスモス』創刊に参加、のち編集人。1981年（昭和56年）、歌集『玄』で第32回読売文学賞受賞。日新運輸倉庫（現・日新）取締役を務めた。

## 著書
- 『蝉 葛原繁歌集』白玉書房 コスモス叢書 1955
- 『玄 葛原繁・三部作歌集1』石川書房 1980
- 『又玄 葛原繁・三部作歌集2』石川書房 1980
- 『又々玄 葛原繁・三部作歌集3』石川書房 コスモス叢書 1980
- 『鼓動 葛原繁歌集』短歌新聞社 現代短歌全集 1989
- 『葛原繁全歌集』石川書房 コスモス叢書 1994

## 注
1. ↑  『人物物故大年表』
2. ↑  『日本近代文学大事典』講談社、1984年